# Лессак (кантон)
Лесса́к (фр. Laissac) — кантон во Франции, находится в регионе Юг — Пиренеи, департамент Аверон. Входит в состав округа Родез.
Код INSEE кантона — 1215. Всего в кантон Лессак входят 8 коммун, из них главной коммуной является Лессак.

## Коммуны кантона
| Коммуна         | Население, чел. (2007) | Почтовый индекс | Код INSEE |
| --------------- | ---------------------- | --------------- | --------- |
| Бертолен        | 1003                   | 12310           | 12026     |
| Вимне           | 252                    | 12310           | 12303     |
| Гайяк-д’Аверон  | 296                    | 12310           | 12107     |
| Крюэжуль        | 412                    | 12340           | 12087     |
| Куссерг         | 224                    | 12310           | 12081     |
| Лессак          | 1531                   | 12310           | 12120     |
| Пальма          | 286                    | 12310           | 12177     |
| Северак-л’Эглиз | 409                    | 12310           | 12271     |

## Население
Население кантона на 2007 год составляло 4 413 человек.
| 1962  | 1968  | 1975  | 1982  | 1990  | 1999  | 2006  | 2007  |
| ----- | ----- | ----- | ----- | ----- | ----- | ----- | ----- |
| 3 940 | 4 223 | 4 042 | 4 056 | 4 059 | 4 165 | 4 392 | 4 413 |